# Mike Temwanjera
Mike Temwanjera (Harare, 21 maggio 1982) è un ex calciatore zimbabwese, di ruolo attaccante.